# Øyer
Øyer là một đô thị ở hạt Oppland, Na Uy. Nó là một phần của khu vực truyền thống của Gudbrandsdal. Trung tâm hành chính của đô thị này là làng Tingberg.
Giáo xứ của Øier được thành lập như là một đô thị ngày 1 tháng 1 năm 1838 (xem formannskapsdistrikt). Đây là một trong rất ít thành phố ở Na Uy với biên giới không thay đổi kể từ ngày đó.